# Averroes

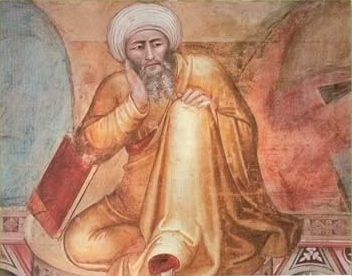
Abū l-Walīd Muhammad ibn Ahmad ibn Muhammad ibn Rushd
(Averroes)

Averroes (n. 1126 în Cordoba (Spania) - d. 10 decembrie 1198 în Marrakech, Maroc) a fost unul din cei mai importanți filosofi arabi ai Evului Mediu. A fost, de asemenea, medic, teolog și expert în jurisprudența islamică. Cronologic, este ultimul mare filosof arab al Evului mediu.
Numele său original în arabă este ابوالوليد محمد بن احمد بن محمد بن رشد - Abū l-Walīd Muhammad ibn Ahmad ibn Muhammad ibn Rushd; formele Averroes sau Averrhoes sunt latinizări ale numelui Ibn Rushd.

## Prezentare
Averroes a beneficiat de educație în orașul natal, unde tatăl și bunicul său deținuseră poziția de cadiu (judecător civil), jucând un rol important în istoria politică a Andalusiei. A studiat într-o bună măsură cu Ibn Tufayl, teologia, jurisprudența, medicina, matematica și filosofia, îndeplinind, la rândul său, funcția de judecător.
Comentariile sale la Aristotel i-au adus, între latini, supranumele „Comentatorul”, așa cum lui Aristotel i se spunea „Filosoful”. Poziția lui în interpretarea textelor lui Aristotel urma să constituie cauza unor dezbateri acute în teologia creștină. Averroes urmărea să purifice aristotelismul de influențele platonice și neoplatonice și în acest sens era în mod programatic un aristotelician prin excelență. Cu toate acestea, latinii, care doreau un Aristotel racordat teologiei creștine, l-au înțeles în alt mod iar numele său a fost asociat cu erezia. Învățăturile lui Averroes l-au influențat pe un alt mare gânditor andaluz, misticul Ibn 'Arabi.

## Opera
Cea mai importantă operă filosofică a sa este Incoerența incoerenței (Tahāfut al-Tahāfut), scrisă în 1180, în care apără filosofia lui Aristotel de afirmațiile lui Al-Ghazali din lucrarea Incoerența filosofilor (Tahāfut al-falasifa).

## Filosofia lui Averroes

Colliget

Sistemul filosofic al lui Averroes încearcă să reconcilieze filosofia lui Aristotel cu Islamul. Conform lui, nu există nici un conflict între religie și filosofie. Există astfel două căi distincte de atingere a Adevărului: calea filosofiei și calea religiei.
Punctul de pornire al filosofiei lui Averroes este considerația că psihologia lui Aristotel fusese complet răsturnată de către Avicenna atunci când acesta operase o separație între intelectul activ și intelectul pasiv. Moștenirea averroistă în materie de interpretare aristotelică constă deci în semnificația acordată acestei doctrine.
Predecesorul său, Avicenna, învățase că Intelectul activ este universal și separat, în vreme ce Intelectul posibil este neseparat și inerent sufletului individual. Averroes, bazându-se pe faptul că Aristotel susține uneori caracterul separat al intelectului pasiv iar alteori îl neagă, spune că trebuie să fie vorba despre lucruri diferite. Există, într-adevăr, un intelect activ și unul pasiv (pe care Averroes îl va numi material sau posibil), dar nici unul dintre acestea nu este identic cu sufletul individual ca formă a corpului. Forma corpului este individuală și, precum orice formă corporală, trebuie să dispară odată cu corpul, ceea ce înseamnă că nici intelectul activ, nici cel posibil, nu au fost niciodată forme ale corpului. Sufletul individual este prin urmare muritor în vreme ce intelectele activ și posibil sunt eterne; ele sunt „separate” de sufletul individual și sunt universale, ceea ce înseamnă unice pentru toți oamenii.
Astfel, în locurile în care Aristotel vorbise despre un intelect pasiv ca parte a sufletului individual și deci coruptibil, el se referise, spune Averroes, la imaginație, care este legată de senzație, o facultate somatică, adică pieritoare. Aceasta este numită intelect pasiv, distinct de cel posibil, care este separat. El considera că Alexandru din Afrodisia se înșelase atunci când redusese Intelectul posibil la o simplă dispoziție a sufletului individual. Intelectul posibil poate fi înțeles ca o dispoziție, dar una exterioară individului.
Termenii „posibil”, „material”, utilizați în mod tradițional pentru desemnarea Intelectului pasiv nu reprezintă la Averroes decât alte denumiri pentru un Intelect Unic, universal, care este activ atunci când abstrage speciile inteligibile și este posibil sau material atunci când este pacientul unui act extrinsec. El furnizează intelectului activ acel ceva în care ideile sunt „depozitate” .
Individul nu posedă decât un intelect pasiv, o simplă predispoziție naturală de a primi inteligibilele („imaginația”), dar care nu este receptivă prin sine. Această predispoziție este corporală (deci pieritoare), iar activarea ei se produce prin contactul cu intelectul agent universal. Astfel încât, pentru a fi posibilă cunoașterea, intelectul pasiv trebuie luminat de intelectul agent sau activ.
Întâlnirea dintre intelectul agent universal și intelectul pasiv al individului pune în funcțiune predispoziția corporală numită intelect pasiv sau imaginație și dă astfel naștere unei receptivități față de inteligibil. Această receptivitate este, de fapt, intelectul pasiv al individului, care nu este altceva decât intelectul agent particularizat într-un suflet individual.
Pentru a desemna intelectul individual ca receptivitate dobândită, Averroes utilizează termenul de Intelect dobândit sau adept (Intellectus adeptus sau acquisitus), prin aceasta înțelegând mintea umană individuală aflată în comuniune cu Intelectul activ universal. Astfel, în timp ce Intelectul activ este numeric Unul, Intelectele adepte sunt numeric egale cu sufletele individuale care au reușit să intre în comuniune cu Intelectul Universal. Această comuniune are sensul de contiguitate, adică contact care anulează separarea. Intelectele individuale care au atins starea de Intelect adept sunt un fel de „oglinzi”, în lume, ale intelectului universal. Ele răspândesc adevărul unic așa cum corpurile luminate de soare răspândesc mai departe lumina acestuia.

### Receptarea ideilor lui Averroes de către filosofia creștină
Acest tip de doctrină conducea, mai întâi, la anularea conștiinței individuale. Nu se mai poate afirma „eu gândesc” în momentul în care mintea individuală este un fel de vehicul al unui intelect universal.
În al doilea rând, teoria duce la un monopsihism cosmic, adică ideea că nu există decât o singură minte universală. Nu se mai poate susține, în acest context, eternitatea sufletului individual care, pentru creștini, este un element dat fundamental. Averroes cunoștea această consecință și spusese că nemurirea sufletului individual este numai un adevăr de credință, nu unul absolut. Adevărul absolut este accesibil numai Intelectului adept, în vreme ce mintea individuală posedă un adevăr secund, util pentru manifestarea credinței dar neidentic cu primul. Aceasta este teoria dublului adevăr.
Într-o primă etapă. interpretările lui Averroes au găsit adepți în lumea creștină pentru ca apoi să fie puse la îndoială. Sfântul Toma din Aquino, deși utilizează intens comentariile sale, avertizează că ele au pervertit tradiția peripatetică.